# Daniel Woodriff
O capitão Daniel Woodriff (17 de novembro de 1756 – 25 de fevereiro de 1842) foi um oficial e navegador da Marinha Real Britânica no final do século XVIII e início do século XIX. Ele fez duas viagens à Austrália. Foi agente naval no transportador de condenados Kitty em 1792 e em 1803 o capitão do HMS Calcutta para a expedição de David Collins para fundar um novo assentamento em Port Phillip.